# Атрибут (UML)
Атрибут (признак) в языке моделирования UML — именованный элемент определённого типа в классе, используемый для представления информации о моделируемой сущности. Класс может иметь любое количество атрибутов или не иметь их вообще, каждый объект класса обладает частными значениями своих атрибутов. 
С точки зрения семантики UML атрибутом является описание элемента классификатора, область значений которого представима некоторым диапазоном или множеством. При таком подходе классификатор формирует для своих атрибутов пространство имён, которое может также содержать и другие свойства (имена ролей в ассоциации и т. п.). Конкретное значение атрибута принадлежит каждому экземпляру данного классификатора и всем его потомкам; оно не зависит от значений этого атрибута в других экземплярах.
В языке UML атрибут может быть переопределён. Атрибуты и полюса ассоциаций содержат идентичную информацию и вполне могут быть взаимозамеяемы.